# Авл Касцеллий
Авл Касце́ллий (лат. Aulus Cascellius; родился около 104 года до н. э. — умер после 56 года до н. э.) — древнеримский юрист эпохи поздней Республики.

## Биография

### Происхождение
О происхождении Касцеллия известно, что он принадлежал к Ромилиевой трибе, а его отец носил тот же преномен — Авл. При этом, Авл-старший, согласно беглому упоминанию Марка Туллия Цицерона в его судебной речи «В защиту Бальба», был, наряду с неким Фурием, скупщиком земель. На основании этого сообщения Цицерона можно предположить, что публикан в Азии Марк Касцеллий, имя которого фигурирует в одном из писем оратора своему брату, датированное концом 59 года до н. э., вполне мог приходиться Авлу-младшему родным братом.

### Гражданская карьера
Авл Касцеллий являлся современником Альфена Вара и Офилия, но учеником не крупного юриста Сервия Сульпиция Руфа, консула 51 года до н. э., подобно последним, а неизвестного Волькация.
Касцеллий придерживался республиканского образа мыслей, выступая против произвола Гая Юлия Цезаря и триумвиров; из этого следует, что упомянутый Макробием в «Сатурналиях» шутник Касцеллий, как-то съязвивший по поводу цезарианского ставленника Публия Ватиния (56 год до н. э.), может быть идентичен ученику Волькация.
По словам Секста Помпония, был только квестором; судя по другим данным, вероятно, занимал и преторскую должность. Только в качестве претора он мог установить так называемый Iudicium cascellianum sive secutorium (иск о возврате стороне, выигравшей процесс о владении, вещи, переданной на время процесса противнику) и отказать в выдаче формулы для защиты произвольных пожалований, сделанных разным лицам триумвирами. Последняя заслуга приписывается ему Валерием Максимом, который называет его «vir iuris civilis scientia clarus».
Из всех правовых сочинений Касцеллия Помпонию было известно только одно — «Похвальное слово говорящему» (лат. Liber bene dictorum), которым Помпоний и пользовался, ссылаясь на первоисточник. Остальные римские юристы были знакомы с трудами Авла уже только из сочинений крупного правоведа Марка Антистия Лабеона, ученика его оппонента в юриспруденции Гая Требация и жившего в период принципата.